# Bellony László
Bellony László, Belloni (Igló, 1871. június 15. – Budapest, 1913. július 21.) festőművész, grafikus, illusztrátor.

## Életútja
Olasz családból származott, egyik nagybátyja olasz tábornok volt. Apja fiatalon Magyarországra került, Iglón lett cukrász. Itt született Bellony László, 1871-ben. Apját hamar elveszítve, kedvezőtlen anyagi viszonyok közé jutott. Mások taníttatták ki, egy rokona, valamint Münnich Aurél, aki felismerve korán megnyilatkozó rajztalentumát, beíratta a mintarajziskolába és Lotz Károly figyelmét is felhívta rá. Lotz megkedvelte Bellonit és ösztöndíjhoz is juttatta. Iskolai stúdiumait elvégezve, viszonyai arra kényszerítették, hogy egy üvegfestőhöz menjen dolgozni. Csakhamar azonban a Budapest című napilaphoz került és ennek kötelékében megmaradt mindvégig. Mint festő leginkább állatképeket szeretett festeni és arcképeket is készített. A munkák közül, amelyeket illusztrált, felemlíthetjük Gracza György ötkötetes Az 1848-49-iki magyar szabadságharc története c. művét, amelynek majd mindegyik rajza tőle való, vagy Farkas Emőd Diákhősök 48-ban, Egy rossz fiú története című ifjúsági könyveket.